# Granville Island Brewing
La Granville Island Brewing Company (littéralement compagnie brassicole de Granville Island, abréviée en GIB) est un brasserie située sur Granville Island, une île et quartier de la ville de Vancouver. Fondée en 1984, la brasserie est achetée par Creemore Springs, une filiale de Molson Coors en 2009.

## Histoire
Granville Island Brewing est fondée en 1984, et se considère comme la première microbrasserie canadienne. À travers les années, l'entreprise s'est construit une réputation pour ses bières artisanales faits de produits naturels et seulement disponibles en petites quantités. En 2005, la brasserie est achetée par Andrew Peller Wines.
Le 19 octobre 2009, Creemore Springs annonce son intention d'acheter GIB, achat qui est finalisé peu après. GIB devient donc une filiale de Creemore Springs, elle-même filiale de Molson Coors, et ses produits continuent d'êtres vendus sous le nom de Granville Island. En 2016, GIB était considérée comme la 7e plus grande brasserie en Colombie-Britannique en termes de ventes.
Après la vente, l'usine de brassage déménage à celle de Molson sur Burrard Street (en). En 2015, le brasseur en chef Vern Lambourne quitte pour fonder sa propre brasserie, avant d'être remplacé par Kevin Emms. En 2016, l'entreprise signe une collaboration avec la brûlerie locale JJ Bean pour créer une bière mélangée au café.

## Produits
Leurs bières sont nommées d'après des noms de lieux de Vancouver et des environs.

### Core Beers
- English Bay Pale Ale
- Northwest Pale Ale
- German-Style Pilsner
- West Coast IPA
- Sip Easy Lager
- Lions Winter Ale (bière saisonnière)
- Watermelon Lager (bière saisonnière)
- Island Cerveza (bière saisonnière)
- Cranberry Orange Wheat Ale (bière saisonnière)

### SérieTaproom
- Molten Chocolate Stout
- Hop Diffuser IPA
- Granvillator Dopplebock
- Birra Obscura Black Pilsner
- Quad 2020